# Karol Dubicz-Penther
Karol Dubicz-Penther (ur. 2 czerwca 1892 w Żyrardowie, zm. 15 stycznia 1945 w Lizbonie) – polski dyplomata, major dyplomowany kawalerii Wojska Polskiego.

## Życiorys
Po ukończeniu gimnazjum studiował na Wydziale Filozofii i Wydziale Medycyny Uniwersytetu Ruprechta i Karola w Heidelbergu. W październiku 1914 roku wstąpił do Legionów Polskich. Walczył w szeregach 2 pułku ułanów. 2 września 1916 roku został mianowany chorążym kawalerii. 
Od 8 listopada 1918 w Wojsku Polskim. 3 maja 1922 roku został zweryfikowany w stopniu rotmistrza ze starszeństwem z dniem 1 czerwca 1919 roku i 134. lokatą w korpusie oficerów jazdy (od 1924 roku – kawalerii), a jego oddziałem macierzystym był 2 pułk Szwoleżerów Rokitniańskich.
1 grudnia 1924 roku został awansowany na majora ze starszeństwem z dniem 15 sierpnia 1924 roku i 30. lokatą w korpusie oficerów kawalerii. Pełnił służbę w Wydziale Wojskowym przy Komisarzu Generalnym RP w Wolnym Mieście Gdańsku (kierownik Ekspozytury Nr 7 Oddziału II SG), pozostając oficerem nadetatowym 2 pułku szwoleżerów. Z dniem 2 listopada 1926 roku został powołany do Wyższej Szkoły Wojennej w Warszawie, w charakterze słuchacza Kursu 1926–1928. Z dniem 31 sierpnia 1928 roku, po ukończeniu kursu i otrzymaniu dyplomu naukowego oficera sztabu generalnego, został przeniesiony w stan nieczynny na okres 12 miesięcy. Z dniem 31 sierpnia 1929 roku czas pozostawania w stanie nieczynnym został mu przedłużony o kolejne trzy miesiące. Z dniem 31 grudnia 1930 roku został przeniesiony do rezerwy i przydzielony w rezerwie do 2 pułku szwoleżerów w Starogardzie Gdańskim.
Pozostając w stanie nieczynnym przeszedł do służby dyplomatycznej. Od 1 września 1928 roku był prowizorycznym sekretarzem poselstwa II klasy w Poselstwie RP w Teheranie. Od 1 listopada 1929 roku był zatrudniony w Departamencie Polityczno-Ekonomicznym Ministerstwa Spraw Zagranicznych w charakterze prowizorycznego radcy ministerstwa w VI stopniu służbowym. 1 stycznia 1931 roku został radcą ministerstwa w VI stopniu służbowym, w tym samym departamencie. 1 listopada 1932 roku został mianowany radcą poselstwa II klasy w Ambasadzie RP w Ankarze. 1 sierpnia 1934 roku awansował na stanowisko radcy ambasady. 1 lutego 1937 roku otrzymał nominację na posła nadzwyczajnego i ministra pełnomocnego w Poselstwie RP Lizbonie. Placówką kierował do 31 sierpnia 1943 roku.

## Ordery i odznaczenia
- Krzyż Niepodległości (4 listopada 1933)[11]
- Krzyż Kawalerski Orderu Odrodzenia Polski[12]
- Złoty Krzyż Zasługi (28 września 1925)[13]
- Medal Pamiątkowy za Wojnę 1918–1921[10][12]
- Medal Dziesięciolecia Odzyskanej Niepodległości[10][12]
- Srebrny Medal za Długoletnią Służbę[10]
- Brązowy Medal za Długoletnią Służbę[10]
- Krzyż Wielki Orderu Chrystusa (Portugalia, 1940)[14]